# 1225
1225（千二百二十五、せんにひゃくにじゅうご）は自然数、また整数において、1224の次で1226の前の数である。

## 性質
- 1225は合成数であり、約数は 1, 5, 7, 25, 35, 49, 175, 245, 1225 である。
  - 約数の和は1767。
    - 約数の和が奇数になる59番目の数である。1つ前は1156、次は1250。

  - 約数を9個もつ11番目の数である。1つ前は1156、次は1444。
- 1225 = 352
  - 35番目の平方数である。1つ前は1156、次は1296。
  - 27番目の単一の形でしか表せない平方数である。1つ前は1156、次は1369。(オンライン整数列大辞典の数列 A153158)
  - n = 2 のときの 35n の値とみたとき1つ前は35、次は42875。
  - 1225 = (5 × 7)2
    - n = 7 のときの (5n)2 の値とみたとき1つ前は900、次は1600。(オンライン整数列大辞典の数列 A016850)
    - n = 6 のときの {(n − 1)(n + 1)}2 の値とみたとき1つ前は576、次は2304。(オンライン整数列大辞典の数列 A099761)
    - n = 5 のときの (7n)2 の値とみたとき1つ前は784、次は1764。(オンライン整数列大辞典の数列 A016982)
    - n = 5 のときの {n(n + 2)}2 の値とみたとき1つ前は576、次は2304。(オンライン整数列大辞典の数列 A099761)
      - 1225(10) = 5401(6)
        - 552(6) = 5401(6) となり、六進法では二桁最大の平方数である。1つ前の五進法は576、次の七進法は2304。

  - 1225 = (10 × 3 + 5)2
    - n = 3 のときの (10n + 5)2 の値とみたとき1つ前は625、次は2025。(オンライン整数列大辞典の数列 A017330)

  - 1225 = 52 × 72
    - 2つの異なる素因数の積で p2 × q2 の形で表せる10番目の数である。1つ前は1156、次は1444。(オンライン整数列大辞典の数列 A085986)

  - 1225 = 1 × 5 × 7 × 35
    - 35 の約数の積で表せる数である。1つ前は1156、次は10077696。(オンライン整数列大辞典の数列 A007955)

  - 最上位の桁を切り捨てても平方数になる12番目の平方数である。1つ前は900、次は2025。(オンライン整数列大辞典の数列 A225885)
    - 100の倍数を除くと9番目の平方数である。1つ前は625、次は2025。(オンライン整数列大辞典の数列 A247267)
    - 例．1225 = 352、225 = 152
- 1225 = 1 + 2 + 3 + 4 + 5 + 6 + 7 + 8 + 9 + 10 + … + 48 + 49
  - 49番目の三角数である。1つ前は1176、次は1275。
    - 三角数において各位の和も三角数になる30番目の数である。1つ前は1176、次は1275。(オンライン整数列大辞典の数列 A062099)
    - 1225 = 190 + 1035 = 595 + 630
      - 三角数が異なる2つの三角数の和で表せる26番目の数である。1つ前は1176、次は1326。(オンライン整数列大辞典の数列 A112352)
        - 2通りの三角数の和で表せる3番目の三角数である。1つ前は1081、次は1431。

    - n = 7 のときの n2 番目の三角数とみたとき1つ前は666、次は2080。(オンライン整数列大辞典の数列 A037270)

  - 3番目の平方三角数(平方数であり三角数でもある数)である。1つ前は36、次は41616。(オンライン整数列大辞典の数列 A001110)
- 25番目の六角数である。1つ前は1128、次は1326。
- 1225 = 13 + 33 + 53 + 73 + 93
  - 5連続奇数の立方和で表せる数である。1つ前は495、ただし自然数の範囲では最小、次は2555。
  - 自然数の奇数の立方和とみたとき1つ前は496、次は2556。
  - n = 1 のときの n3 + (n + 2)3 + (n + 4)3 + (n + 6)3 + (n + 8)3 の値とみたとき1つ前は800、ただし自然数の範囲では最小、次は1800。
- 1225 = 13 + 23 + 63 + 103 = 33 + 73 + 73 + 83 = 43 + 63 + 63 + 93
  - 4つの立方数の和3通りで表せる最小の数である。次は1521。(オンライン整数列大辞典の数列 A025405)
  - 4つの立方数の和 n 通りで表せる最小の数である。1つ前の2通りは219、次の4通りは1979。(オンライン整数列大辞典の数列 A025420)
- 各位の和が10になる85番目の数である。1つ前は1216、次は1234。
  - 1～145までの数字和の合計である。1つ前は1215、次は1236。(オンライン整数列大辞典の数列 A037123)
- 各位の立方和が142になる最小の数である。次は1252。(オンライン整数列大辞典の数列 A055012)
  - 各位の立方和が n になる最小の数である。1つ前の141は225、次の143は11225。(オンライン整数列大辞典の数列 A165370)
- 1225 = 212 + 282
  - 異なる2つの平方数の和で表せる356番目の数である。1つ前は1224、次は1226。(オンライン整数列大辞典の数列 A004431)
  - 352 = 212 + 282
    - 平方数が異なる2つの平方数の和で表せる12番目の数である。1つ前は1156、次は1369。(オンライン整数列大辞典の数列 A134422)
      - ここに現れる 21，28，35 はピタゴラス数である。
- 1225 = 13 − 23 + 33 − 43 + 53 − 63 + 73 − 83 + 93 − 103 + 113 − 123 + 133
  - n = 13 のときの |13 − 23 + … + (−1)n+1n3| の値とみたとき1つ前は972、次は1519。(ただし| |は絶対値記号)(オンライン整数列大辞典の数列 A011934)
    - 正の数の値とみたとき1つ前は756、次は1856。
- 1225 = 352 = 496 + 729 = 496 + 272 = 496 + 93 = 496 + 36
- 1225 = 372 − 144
  - n = 37 のときの n2 − 122 の値とみたとき1つ前は1152、次は1300。(オンライン整数列大辞典の数列 A132766)
- 1225 = 72/70 + 71 + 72 + 73 × 104

## その他 1225 に関連すること
- 西暦1225年
- 紀元前1225年
- 12月25日はクリスマスである。また同日を表すMMDD (Month, Day) でもある。
- 1225 〜君がいたクリスマス〜 (2012 Remix) は、Chicago Poodleの4作目の配信限定シングル。2011年リリース。
- 国鉄1225形蒸気機関車
- 二重唱 (デュエット) の規格品番はSV-1225である。